# Ministère des Télécommunications et des Technologies de l'information de l'État de Palestine
 Le ministère des télécommunications et des technologies de l'information de l'État de Palestine est l'un des bureaux gouvernementaux de l'administration palestinienne. Le ministère est dirigé par le Dr Ishaq Sadr.